# アドルフォ・ガイチ
アドルフォ・フリアン・ガイチ（スペイン語: Adolfo Julián Gaich、1999年2月26日 - ）は、アルゼンチン・コルドバ州出身のサッカー選手。スュペル・リグ・チャイクル・リゼスポル所属。ポジションはフォワード。

## クラブ経歴
ウニオン・ベンゴレア、スポルティーボ・チャソン、ADアテナス、アトレティコ・パスカナスと4クラブの下部組織を経て、2014年にCAサン・ロレンソ・デ・アルマグロの下部組織に加入。2018年にトップチームに昇格、8月27日の試合でプロ初出場を記録した。翌9月にはプロ初得点を記録した。
2020年8月5日、CSKAモスクワと5年契約を結んだことが発表された。
2021年1月29日、ベネヴェント・カルチョにレンタル移籍することが発表された。
2021年8月31日、SDウエスカへのレンタル移籍が発表された。
2023年1月31日、2022-23シーズン終了時までエラス・ヴェローナFCへレンタル移籍することが決定した。
2023年9月14日、チャイクル・リゼスポルへのレンタル移籍が発表された。

## 代表経歴
2018年にラルクディア国際サッカー大会に臨むU-20代表のメンバーに選出された。5試合3得点を記録、代表としても優勝を記録した。12月には2019 南米ユース選手権のメンバーに選出された。翌年5月には2019 FIFA U-20ワールドカップのメンバーに選出された。同大会では3試合で得点を記録し、結果を残した。
2019 FIFA U-20ワールドカップの翌月、2019年6月には2019年パンアメリカン競技大会に臨むU-23代表のメンバーに選出された。開幕戦では2得点1アシストを記録し、3-2の勝利に貢献、それ以外にも2得点をグループリーグで記録した。この大会でアルゼンチンは優勝した。
U-23代表での活躍から、2019年9月10日に行われたチリ代表との親善試合に20歳ながら出場し、アルゼンチンA代表初出場となった。

## タイトル
CSKAモスクワ
- ロシア・カップ: 2022-23